# Supusul (film)
Supusul (titlul original: în germană Der Untertan) este un film dramatic est-german, realizat în 1951 de regizorul Wolfgang Staudte, după romanul omonim al scriitorului Heinrich Mann, protagoniști fiind actorii Werner Peters, Paul Esser,Blandine Ebinger și Erich Nadler.

## Rezumat
Diederich Hessling este un copil efeminat care se supune autorității și îi este frică de orice. Dar el realizează curând că, dacă vrei să deții puterea, trebuie să o slujești. De acum înainte, cățărarea în sus și călcatul peste alții va fi maxima lui în viață.
Așa că și-a făcut drum ca student la Berlin și mai târziu ca om de afaceri în fabrica sa de hârtie din Netzig. Subordonat președintelui districtual von Wulkow, era sigur de sprijinul său. Așa că își denunță concurenții săi și creează o conspirație frauduloasă cu social-democrații corupți din consiliul orașului.
În luna de miere cu bogata Guste în Italia, el are în sfârșit ocazia să-i facă împăratului un serviciu. Și în sfârșit i se împlinește cea mai mare dorință: inaugurarea unui monument imperial, la care ține discursul ceremonial, decorat cu o medalie. Dar inaugurarea se pierde într-o furtună năprasnică.

## Distribuție
- Werner Peters – Diederich Heßling
- Paul Esser – președintele von Wulckow
- Blandine Ebinger – dna. von Wulckow
- Erich Nadler – Heßling, tatăl
- Gertrud Bergmann – mama Heßling
- Carola Braunbock – Emmi Heßling
- Emmy Burg – Magda Heßling
- Renate Fischer – Guste Daimchen
- Friedrich Maurer – fabricantul Göppel
- Friedel Nowack – dna. Göppel
- Sabine Thalbach – Agnes Göppel
- Hannsgeorg Laubenthal – Mahlmann
- Eduard von Winterstein – Buck sen.
- Raimund Schelcher – dr. Wolfgang Buck
- Paul Mederow – dr. Heuteuffel
- Friedrich Richter – proprietarul fabricii Lauer
- Richard Landeck – proprietarul magazinului Neumann
- Fritz Staudte – magistratul Kühlemann
- Oskar Höcker – magistratul Fritzsche
- Ernst Legal – pastorul Zillich
- Wolfgang Kühne – dr. Mennicke
- Axel Triebel – maiorul Kunze
- Wolfgang Heise – locotenentul von Brietzen
- Arthur Schröder – președintele judecătoriei
- Friedrich Gnaß – Napoleon Fischer
- Ernst Wehlau – Sötbier
- Kurt-Otto Fritsch – muncitorul tânăr
- Viola Recklies – muncitoarea tânără
- Georg August Koch – consilierul medical Secret
- Heinz Keuneke – Hornung
- Peter Petersz – Wiebel
- Antje Ruge – Fecioara din Orleans
- Steffie Spira –
- Harry Riebauer –

## Literatură
- Mann, Heinrich, Supusul, București, 1954: Editura de Stat pentru Literatură și Artă, 484 pag.;